# Eikvarenroest
De eikvarenroest (Milesina dieteliana) is een schimmel behorend tot de familie Milesinaceae. Hij leeft als  biotrofe parasiet. De spermangonia en aecia komen voor op Gewone zilverspar (Abies alba), Griekse zilverspar (Abies cephalonica), Coloradozilverspar (Abies concolor), Kaukasische zilverspar (Abies nordmanniana), Spaanse zilverspar (Abies pinsapo). De uredinia en telia komen voor op  Zuidelijke eikvaren (Polypodium cambricum), Brede eikvaren (Polypodium interjectum), Bastaardeikvaren (Polypodium × mantoniae) en de Gewone eikvaren (Polypodium vulgare).

## Kenmerken
Spermogonia
Spermogonia komen voor een beide kanten van de naalden en zijn onzichtbaar. 
Aecia
Aecia leven in twee rijen op naalden aan beide kanten van de middennerf. Ze zijn cilindrisch, lichtgeel, 1 tot 1,5 mm hoog en 0,5 tot 0,7 mm in diameter. De aeciosporen zijn wit en meten 28-54 × 20-36 μm.
Uredinia
De uredinia komen voor op de onderzijde van het blad. Ze zien er uit als kleine, onderzijdige, wratjes, bedekt met een verkleurde epidermis. Ze leven alleen of in groepjes. Ze zijn puistvormig zeer klein en hebben een diameter van 0,1 tot 0,2 mm. De urediniosporen zijn kleurloos met een kleurloze wand, gesteeld, verwijderd stekelig en meten 23-48 × 16-26 μm. Ze worden als witte draadjes naar buiten geperst. Uredinia kunnen het hele jaar voorkomen.
Telia
Telia zijn bruin en komen alleen in het voorjaar voor. Ze komen voor op overwinterende bladsporen (grote bruine plekken op de overwinterde bladeren). Teliosporen leven intracellulair in de epidermis zijn onopvallend, kleurloos, met een kleurloze wand, glad en meten 12-23 × 8-20 μm.

## Verspreiding
De eikvarenroest komt voor in Europa. In Nederland komt hij zeer zeldzaam voor. Hij staat niet op de rode lijst en is niet bedreigd.